# WOMEN Inc.
WOMEN Inc. is een Nederlandse organisatie (een stichting) die sinds 2004 werkt aan het vergroten van gelijke kansen voor vrouwen. De organisatie streeft naar een maatschappij waarin vrouwen en mannen gelijkwaardig zijn. De organisatie doet dit door vrouwen aan te spreken en te betrekken bij vrouwenzaken. Daarmee wil de organisatie vrouwenonderwerpen op de agenda zetten, bij onder andere politici, het bedrijfsleven en overheden. De stichting is in 2004 opgericht door Jannet Vaessen. 

## Campagnes
WOMEN Inc. organiseert tijdelijke campagnes om aandacht te vragen voor specifieke onderwerpen en heeft diverse malen een 'vrouwenfestival' georganiseerd. Door middel van de campagnes vraagt de organisatie aandacht voor specifieke onderwerpen. Er zijn campagnes gevoerd voor gelijke beloning, gelijke verdeling van zorg & werk en voor betere gezondheidszorg voor vrouwen. Met deze laatste campagne won de organisatie in 2016 een Bronzen Effie. 

### Beeldvorming in de media
In 2017 startte WOMEN Inc. het project 'Beeldvorming in de media' dat een ondersteuning van € 150.000 van het ministerie van Onderwijs, Cultuur en Wetenschap kreeg. Stichting Nederlandse Publieke Omroep, RTL Nederland en Vice Media Benelux sloten zich aan en ondertekenden de gemaakte afspraken. Dit project was bedoeld om het aantal vrouwen, gekleurde mensen en/of mensen met een migratie-achtergrond op en rond de Nederlandse televisie te vergroten. Volgens de organisatie is dit nodig omdat deze groepen voor en achter het beeldscherm sterk ondervertegenwoordigd zijn. 'Om dit aan te pakken stelt de NPO bij de beoordeling van nieuwe programmavoorstellen diversiteit als een van de normen,' zo schreef NRC Handelsblad. Een ander doel van de campagne was om vooroordelen over kleur, leeftijd en sociale klasse actief te bestrijden. Ook richtte de organisatie zich in deze campagne op kinderboeken, waarin de beeldvorming over vrouwen en meisjes structureel anders zou zijn dan in de werkelijkheid. 
De organisatie publiceerde meerdere versies van een (incomplete) stijlgids, Daarmee laat de organisatie zien hoe taal inclusief kan zijn. De gids kan als wegwijzer gebruikt worden om zonder bias te communiceren.

### Behandel mij als een dame
De WOMEN Inc.-campagne 'Behandel me als een dame' uit 2016 kreeg landelijke aandacht. Deze campagne was gericht op medische behandeling. Mannen en vrouwen krijgen, ondanks grote fysieke verschillen, vaak dezelfde medische behandeling. Dit komt doordat de protocollen voor medische behandeling standaard gebaseerd zijn op het mannenlichaam. Daardoor worden bijvoorbeeld hartproblemen bij vrouwen minder snel herkend, met soms dodelijke gevolgen.
Eerder, in 2012, richtte WOMEN Inc. de Alliantie Gender & Gezondheid op, waarin overheid, medisch specialisten, kennisinstituten, docenten en belangenorganisaties samenwerken aan het vergroten van landelijke expertise. In 2013 bracht de alliantie het Handboek vrouwspecifieke geneeskunde uit.

### AanTafel
'AanTafel', een project uit 2017 en 2018 op kleinere maatschappelijke schaal. Het bood vrouwen de mogelijkheid om gesprekken te organiseren en elkaar zo te helpen. Elk gesprek werd geleid door een door WOMEN Inc. getrainde gespreksleider. In de gesprekken vertelden vrouwen over hun doelstellingen en gaven zij elkaar tips hoe ze die zouden kunnen bereiken.